# Удон (страва)

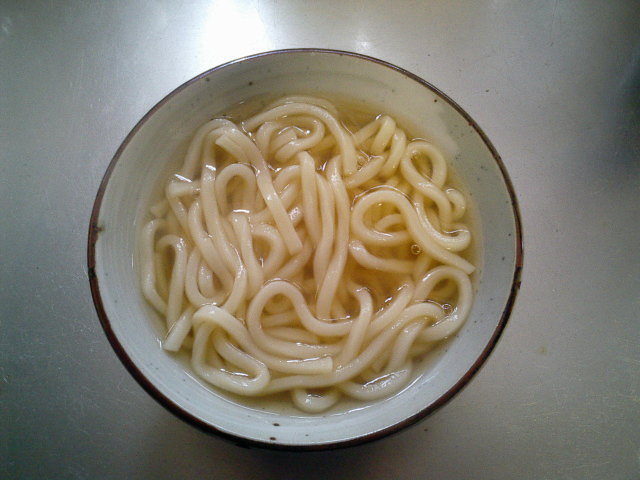
Удон

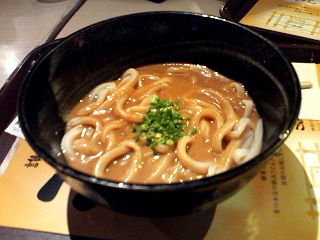
Каррі удон.

Удо́н (яп. 饂飩, うどん, МФА: [udoɴ]) — різновид локшини в японській кухні. Виготовляється з ніжного пшеничного борошна, води і солі. Після варіння має вигляд білої товстуватої локшини. Споживається гарячою або холодною з супом або приправами.
Поширилася в Японії у 8 столітті з танського Китаю. Інша назва — кірімуґі (нарізана пшениця).